# Baktijar Artajev
Baktijar Artajev (kazakul: Бақтияр Артаев, oroszul: Бахтияр Карипуллаевич Артаев [Bahtyijar Karipullajevics Artajev]; Taraz, 1983. március 14. –) olimpiai bajnok kazak amatőr ökölvívó.

## Eredményei
- 2004-ben olimpiai bajnok váltósúlyban. Az elődöntőben a kétszeres olimpiai bajnok orosz Oleg Szaitovot, a döntőben a kubai Lorenzo Aragónt győzte le. Megkapta az olimpia legtechnikásabb ökölvívójának járó Val Barker-díjat.
- 2005-ben bronzérmes a világbajnokságon. Az elődöntőben a kubai Erislandy Larától szenvedett vereséget.
- 2006-ban ezüstérmes középsúlyban a dohai Ázsia-játékokon.
- 2007-ben bronzérmes a világbajnokságon középsúlyban.
- 2008-ban az olimpián a nyolcaddöntőben legyőzte az orosz Matvej Korobovot, majd a negyeddöntőben kikapott a későbbi bajnok brit James DeGale-től, így nem szerzett érmet.